# W gorach mojo serdze
W gorach mojo serdze ist ein sowjetischer Kurzfilm aus dem Jahr 1967, basierend auf der gleichnamigen Geschichte von William Saroyan. Studentenarbeit von Rustam Chamdamow, Irina Kisseljowa und dem Kameramann Wladimir Djakonow.
Der Film war das Debüt von Rustam Chamdamow als Regisseur. Außerdem spielte er eine der Rollen – einen Stummfilmbegleiter, der während des gesamten Bildes in mehreren Szenen auftauchte. Im Film erschien zum ersten Mal Jelena Solowei, damals noch Studentin, als Schauspielerin.
Der Film ist zum Stummfilm des frühen 20. Jahrhunderts stilisiert. Er wird vollständig von der Klaviermusik begleitet, Dialoge der Schauspieler werden von der Voiceover-Stimme des Vorlesers vertont und erscheinen auf den Zwischentiteln im Film.
In der UdSSR wurde der Film weder im Kino noch im Fernsehen gezeigt. Die Negative des Films wurden aus der Filmbibliothek des WGIK gestohlen, es sind nur Kopien davon geblieben.

## Handlung
Anfang des 20. Jahrhunderts. In einer kleinen Stadt taucht ein älterer Herr in Mantel und Hut auf, unter seinem Arm hat er eine Trompete, auf der er von Zeit zu Zeit spielt. Ein Mädchen, das durch die Stadt schlendert, und ein Junge mit dem Spitznamen Tschutschelo bitten den Herrn, auch zu spielen und fragen sich, wer er ist. Er antwortet, dass er der berühmte Schauspieler Jasper McGregor ist, und bittet den Jungen, ihm ein Glas Wasser zu geben. Vom Balkon hören sie ihr Gespräch vom Vater und der Großmutter des Jungen, die den Schauspieler zum Frühstück einladen.
Der Besitzer des Hauses ist «einer der größten unbekannten Dichter der Welt», er ist arm und schickt Tschutschelo in den Laden von Herrn Kozak, um nach Lebensmittel auf Kredit zu fragen. Kozak weigert sich zunächst, den Kredit erneut zu gewähren, gibt dann jedoch nach und gibt dem Jungen Brot, Käse und eine Flasche Wein. Die charmante Tochter des Besitzers kommt heraus, Kozak beklagt sich, dass sie nicht hinter der Theke stehen will.
Tschutschelo bringt die Einkäufe nach Hause. Der Dichter, Großmutter, Tschutschelo und McGregor frühstücken. Tschutschelo spielt Banjo. Großmutter erzählt davon, wie sie als Opernsängerin in ihrer Jugend die ganze Welt durchquerte und sich in eine Vielzahl von Kostümen kleidete. Sie bricht sogar aus und erscheint jetzt vor McGregor in einem exotischen Kleid. Um den Gastgebern zu danken, zieht der Schauspieler McGregor eine Trompete heraus und spielt «ein Lied, das dein Herz vor Trauer und Freude flattern lässt». Die Leute verlassen die Häuser, um Musik zu hören.

## Aufnahmestab
- Regie: Rustam Chamdamow, Irina Kisseljowa
- Kamera: Wladimir Djakonow
- Szenenbildnerin: Olga Krawtschenja
- Der Text wird von Irina Kartaschowa gelesen
- Klavier: W. Tschekin, L. Nasarowa